# キム・ギョンジュン
金景俊（キム・ギョンジュン、김경준、1966年6月6日 - ）は、大韓民国の企業人である。アメリカ式の名前はクリストファー・キム（Christoper Kim）。
1966年にソウルで生まれ、6歳のときにアメリカに移民し、コーネル大学を卒業した。
1999年にBBKを、2000年には李明博といっしょにLKeバンクを設立した。2001年に大韓民国金融監督院によって違法事実が発覚し、投資諮問登録が取り消された。
BBK登録拒否直前には、オプショナルバンチャースコリアを立って代表に就任し、キム・ギョンジュンは当社の株価が急騰した後に会社の公金を持ち出し、アメリカに逃げた。
2004年5月、公金横領、公・私文書偽造などの疑いで連邦捜査局に逮捕され、韓国とアメリカ合衆国の犯罪者引渡し協定によって2007年11月16日に韓国へ送還され、18日に横領、証券取引法違反、旅券偽造などの送還当時と同じ疑いで拘束された。